# Британська Формула-3
Британська Формула-3 (англ. British Formula 3 International Series) — чемпіонат з автоперегонів Формули-3, що проводився у Великій Британії (з кількома подіями в континентальній Європі) з 1951 по 2014 роки. Ця гоночна серія вважалася однією з найпрестижніших серед собі подібних. У ній використовувалися одномісні автомобілі з відкритими колесами компаній Cooper, Brabham, Lotus, March, Ralt, Reynard, Dallara, Lola, Dome, Mygale. Офіційна назва в останні роки — British F3 International Series. Серед чемпіонів цієї серії є низка пілотів, які згодом стали чемпіонами світу у Формулі-1: Джим Кларк, Джекі Стюарт, Емерсон Фіттіпальді, Нельсон Піке, Айртон Сенна та Міка Хаккінен.
У 1991 році в турнірі взяли участь автогонщики з Радянського Союзу — Віктор Козанков і Урмас Пильд. Це був перший досвід стартів радянських спортсменів в престижному європейському турнірі з кільцевих автоперегонів на формулах.